# Miscellanea Naturalia
Miscellanea Naturalia (abreviado Misc. Nat.) es un libro ilustrado con descripciones botánicas que fue escrito por el botánico, carcinólogo,  y entomólogo inglés Adrian Hardy Haworth. Se publicó en Londres en el año 1803 con el nombre de Miscellanea Naturalia, sive Dissertationes Variae ad Historiam Naturalem Spectantes.